# Charadrius semipalmatus
Il corriere semipalmato (Charadrius semipalmatus, Bonaparte 1825) è un uccello della famiglia dei Charadriidae.

## Sistematica
Charadrius semipalmatus non ha sottospecie, è monotipico.

## Distribuzione e habitat
Questo uccello vive in Nord, Centro e Sud America, compresi i Caraibi. È di passo in Groenlandia, Spagna, Portogallo, Regno Unito e su alcune isole del Pacifico.